# HP-65

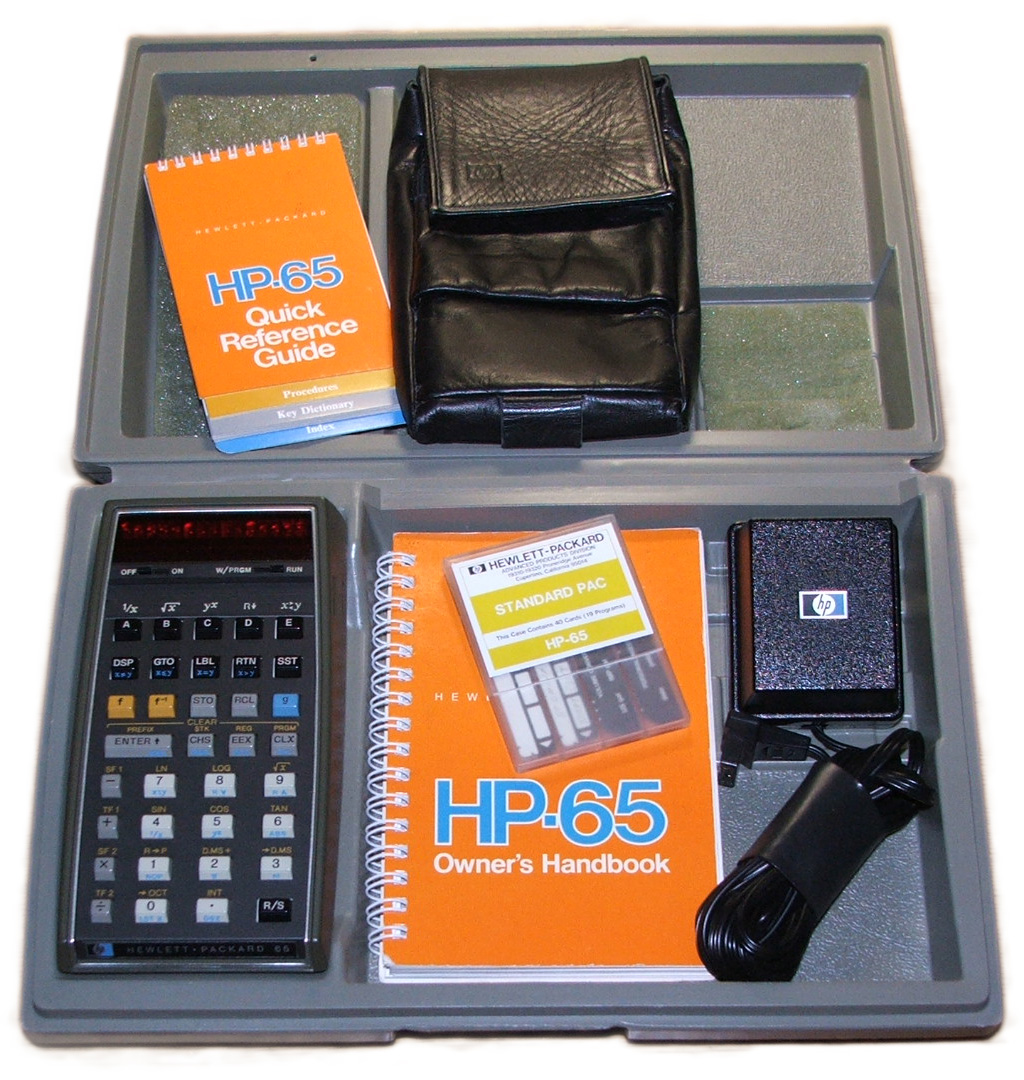
HP-65を付属のマニュアル、付属ソフトウェアを記録した磁気カード、革製ソフトケース、充電器などと共に元々のハードケースに格納した様子

HP-65は、磁気カードにプログラムを格納できる世界初の携帯可能なプログラム可能電卓である。1974年にヒューレット・パッカード (HP) が795ドルで発売。9本のレジスタがあり、別に100キーストローク分の命令列を格納できる。磁気カードリーダ/ライターを内蔵しており、プログラムのセーブ/ロードが可能。HP製電卓の多くと同様、逆ポーランド記法 (RPN) を採用しており、作業用スタックは4段である。
ウィリアム・ヒューレットの要求仕様は、彼のシャツのポケットに入る電卓というものであった。そのためもあって、先細りの形状をしている。磁気プログラムカードは、LED7セグメントディスプレイの直下にあるスロットに入れる。電卓と同梱されていたプログラムマニュアルは完璧であり、数百のアルゴリズムに関する解説が記述されている。たとえば、微分方程式の解法、株価予測、統計などなどである。

## 特徴
背の高い台形型のキーを採用しており、その後のHP製電卓でもその形状のキーがよく使われた。各キーには最大4つの機能が対応している。キーの上面に印字されている通常機能に加え、キーの上部のケース表面に黄色で印字された機能とキーの下側面に青で印字された機能があり、それぞれ黄色の "f" キーと青の "g" キーを押してからキーを押すことで、その機能が選択される。例えば、"f" の後に "4" を押下するとサイン関数、"g" の後に "4" を押下すると 1/x を計算する。一部の数学関数は、黄色の "f -1" を直前に押すことで黄色で印字された関数の逆関数になる。例えば、"f -1" の後に "4" を押下すると sin−1 になる。
関数としては、平方根、逆数、三角関数、指数関数、対数、階乗などがある。当時としては珍しい位取り記数法の底の変換機能を備えていたが、サポートする底は10と8だけだった。また、角度の単位変換や極座標と直交座標の変換なども可能である。

## プログラミング

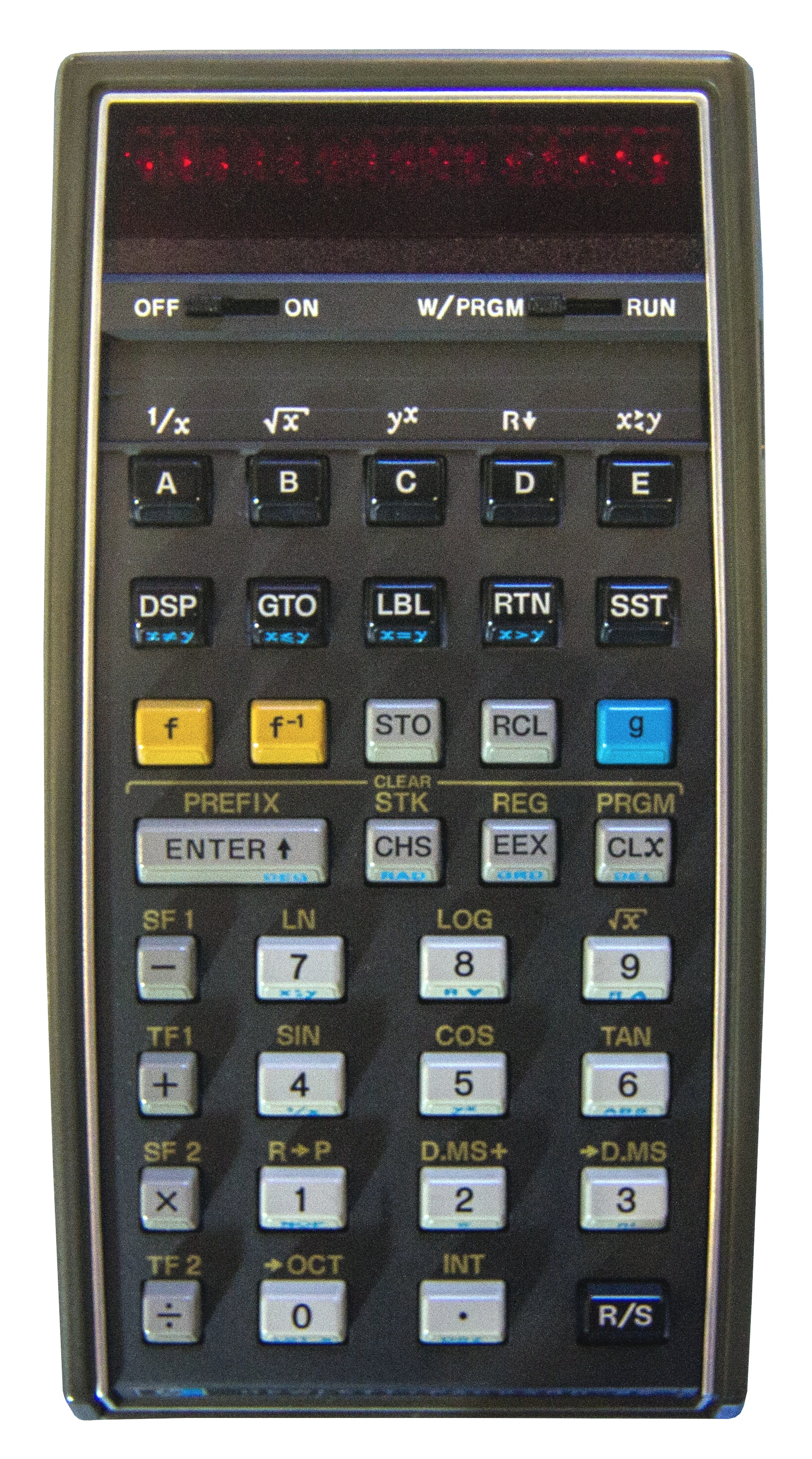
HP-65 のキーボードとディスプレイ

プログラムは逆ポーランド記法を使ってメモリを節約している。したがって「イコール」キーが無く、「演算子」や「オペランド」をスタックに置くための「エンター」キーがあった。
HP-65のプログラム格納用メモリは、6ビットの命令を100個まで格納できる。サブルーチンコール命令やxレジスタとyレジスタの比較に基づく条件分岐命令などもある。一部の命令は複数回キー操作を必要とするが、1つの命令として格納される。プログラムを表示する場合、行番号は付与せず、キーコードだけを表示する。

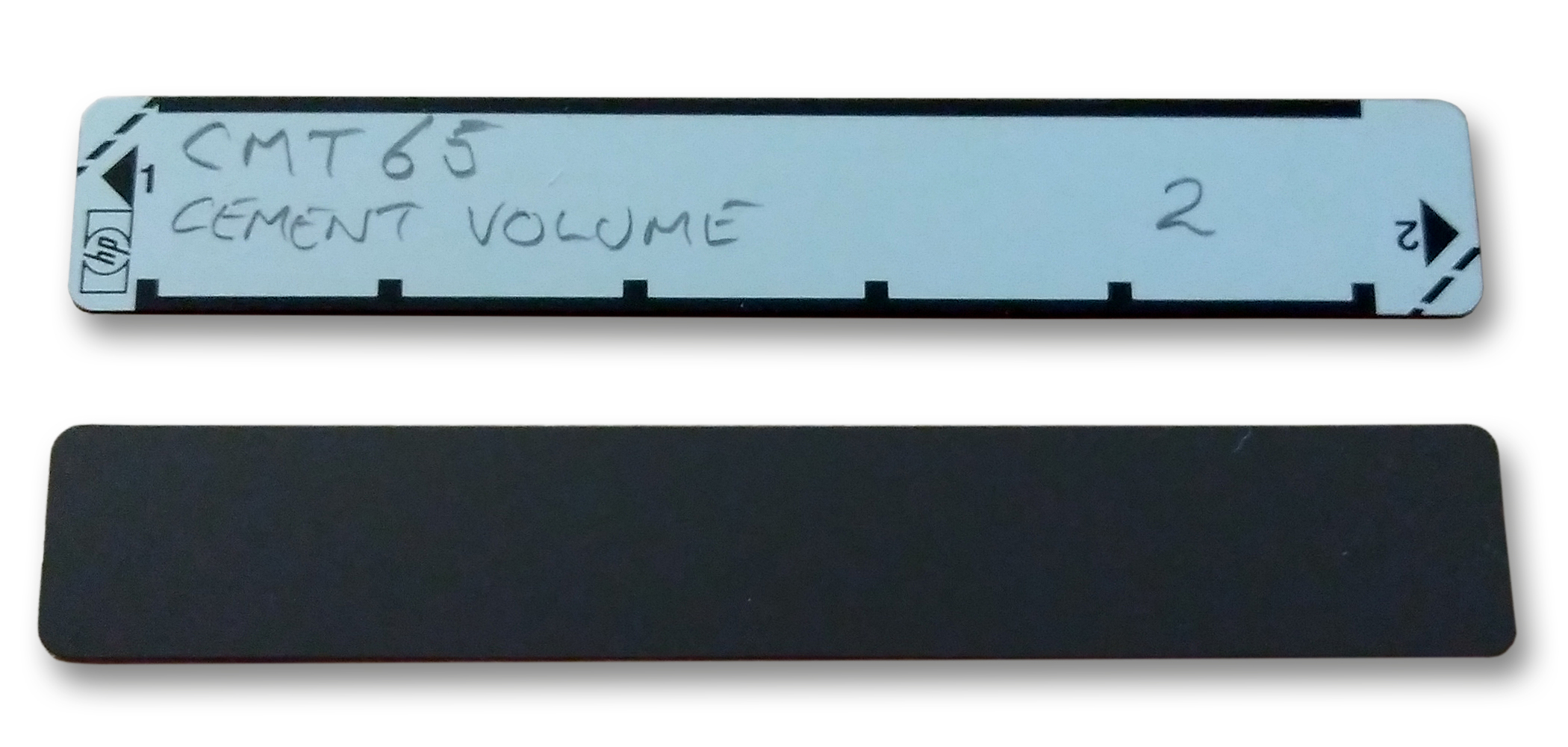
磁気カード

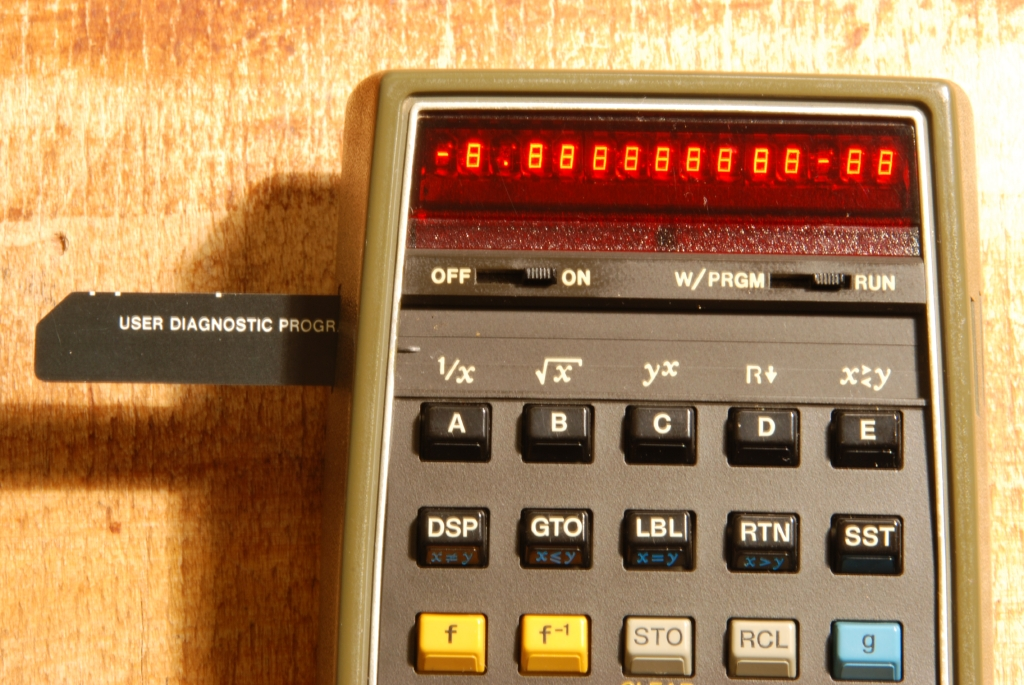
HP-65 がカードリーダーから読み込んだテストプログラムの結果を表示している

プログラムは71mm×9.5mmの磁気カードに格納でき、そのカードをモーター駆動のゴム製ローラーで6cm/sの速度で送ってリーダーで読み取る。カードの幅の半分だけを記録に使用しているので、カードを反転させると別のプログラムを格納できる。しかし、残る半分はゴム製ローラーが触れるので摩滅が多く、そのような使用法は公式には推奨されなかった。ディスプレイとキーボードの間に位置するスロットに挿入すると、そのカード表面に印字された5つの単語が一番上の5つのキー (A - E) に対応しており、プログラムのエントリポイントを選択するショートカットキーとして使うことができる。
磁気カードの左上端を斜めに切り取ると、書き換えられないようにすることができる。HPは科学技術計算のプログラム集を販売しており、その磁気カードは書き換えられないようになっていた。
また三角関数や比較命令を実行するとR9レジスタの内容が壊れるという現象があった。これはマニュアルにも制限として記述されていたのでバグとは見なされていない。このような制限は初期の電卓にはよく見られ、コストや消費電力やサイズを考慮して最低限のメモリしか搭載していないために発生した。

## 重要な利用例
1975年のアポロ・ソユーズテスト計画で、HP-65 は宇宙空間に飛び出した世界初のプログラム電卓となった。アポロ誘導コンピュータに問題が発生した場合のバックアップとして持ち込まれたが、HP-65の出番はなかった。
1976年、スティーブ・ウォズニアックはApple Iの開発資金を捻出するため、HP-65を500ドルで売り払った。